# Deutsche Langhaarkatze
Die Deutsche Langhaarkatze (auch Deutsch Langhaar) ist eine Anfang des 20. Jahrhunderts entstandene Katzenrasse, die nach dem Zweiten Weltkrieg nahezu in Vergessenheit geriet. 2005 wurde die gezielte Zucht schließlich wieder aufgegriffen.

## Geschichte
Schon lange Zeit bevor die ersten Katzen in verschiedene Katzenrassen unterschieden wurden, gab es in einigen Regionen der Welt Katzen mit längerem Fell. Das Langhaar-Gen, das bei den in Mitteleuropa vorkommenden Katzen zur Langhaarigkeit führte, stammte von importierten Katzen. Diese Tiere wurden früher bevorzugt von wohlhabenden Leuten gehalten und galten als begehrte Haustiere. Gemeinhin wurden diese Tiere als Angorakatzen bezeichnet.
Der Biologe und Zoologe Friedrich Schwangart (* 15. April 1874; † 1958) erstellte die ersten Standards und Punkteskalen der damals in Deutschland existierenden Katzenrassen und leitete das Zentralzuchtbuch für kurzhaarige Katzen (für Langhaar war Herr Hirschmann, später Nachkriegspräsident des 1. DEKZV e. V. zuständig). Schon damals kritisierte Schwangart, dass die meisten langhaarigen Zuchtkatzen schon zu seiner Zeit dem eigentlichen Zuchtziel, dem des sogenannten Hochzuchtpersers mit kurzer Nase und stämmigem Körper gar nicht entsprachen. Man achtete bei der Zuchtauswahl viel mehr auf die Fellfarben, anstatt auf Typ und Fellqualität.
Zunächst neigte Schwangart dazu, sich, genau wie die Franzosen, dem englischen Zuchtmodell anzuschließen und den Versuch zu unternehmen, alle Tiere auf den Typ des in Großbritannien entwickelten Hochzuchtpersers zu vereinheitlichen, bis ihm Zweifel an der „Stumpfgesichtigkeit“ dieser Tiere kamen. Daher stellte er dem Hochzuchtperser eine weitere Katzenrasse gegenüber: „ein[en] ursprünglicher“ gearteten Typ „mit freilich ebenfalls breitem Kurzkopf und -gesicht, aber abgeschrägter Stirn und längerem, geradem oder sanft gewölbtem, statt perserartig eingezogenem Nasenrücken.“ Dieser neu zu etablierenden Katzenrasse gab er den Namen Deutsch Langhaar. Das Erscheinungsbild der Deutsch Langhaar Katze sollte sich dabei am Aussehen der Kurzhaartiger und der Europäischen Felis silvestris orientieren.
Schwangart entwickelte daraufhin 1929 einen neuen, für alle deutschen Züchter bindenden Bundesstandard für die Katzenzucht, um der bis dahin herrschenden Verwirrung bezüglich der Rasseeinteilungen Einhalt zu gebieten und die Rassen nicht nur nach Felllänge und Farbe, sondern auch nach ihrem Körperbau einzuteilen. Alle bis dahin vorhandenen langhaarigen Zuchtkatzen in Deutschland mussten von diesem Zeitpunkt an, in Deutsch Langhaar oder Perserkatze unterschieden werden. Ein Züchter der also bis 1929 Angorakatzen züchtete, musste seine Tiere anhand des Aussehens einer der beiden Rassen zuordnen lassen und sich entscheiden, welche Rasse er züchten wollte.
Bis zum Zweiten Weltkrieg waren Deutsche Langhaarkatzen auf Katzenausstellungen in Deutschland häufig zu sehen. 1932 ist der Deutsch Langhaar Kater Fuchs von der Rheinburg als Bundessieger belegt. 1935 wurde die Rasse offiziell vom gleichgeschalteten Katzenzuchtverband des Deutschen Reiches in der Langhaarklasse neben Perser und Hl. Birma als eigenständige Rasse anerkannt und zur Zucht zugelassen. Im Oktober 1939 erfolgte schließlich auch die Anerkennung der Deutsch Langhaar unter dem Rassenamen Borealis oder Boreali in der Confédération Internationale Féline (CIF), der Vorläuferorganisation der Fife, der damals die Societa Felina Italiana, der Cat Club de Paris und die Fédération Suisse angehörten. Während des Zweiten Weltkrieges kam es zu einem starken Einbruch in der Rassekatzenzucht. In den Nachkriegsjahren wurden exotische Rassen wie Siam und Perser populär und die DLH geriet mehr und mehr in Vergessenheit. Die DLH wurde im Gegensatz zu allen anderen zuvor anerkannten Rassen nicht vom DEKZV, der Nachfolgeorganisation des früheren Vereins, übernommen.

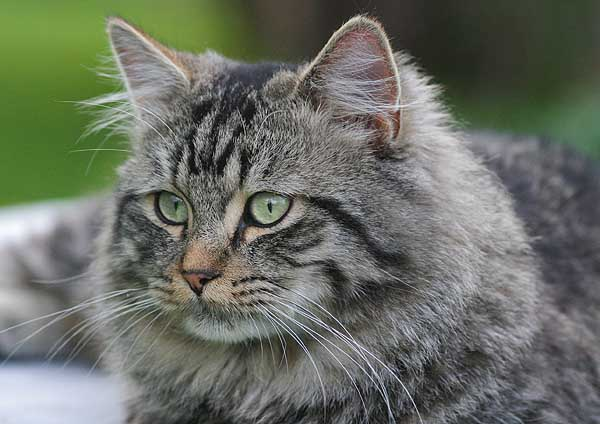
Jungkater aus den Linien Fam. Aschemeiers

Dagmar Thies berichtete 1979 über eine Frau R. Aschemeier, die im sog. „Zwinger von der Blasheimer Mühle“ seit 1968 eine Erhaltungszucht der Rasse führe. Im Jahre 2000 berichtete die Zeitschrift Katzen extra in ihrer Ausgabe 10/2000 ausführlich und reich bebildert über die Zucht von Frau Renate Aschemeier, dieses Mal unter dem Zwingernamen „von der Wassermühle“ in welchem Frau Aschemeier selbst über die Herkunft ihrer Katzen Auskunft gab. Nach diesen Ausführungen ist die Abkunft der Aschemeier-Katzen von der Deutsch Langhaar der 1930er Jahre nicht belegt. Frau Aschemeier hatte ihre Katzen lediglich mit dem mündlichen Hinweis, dass diese sehr wertvoll seien, aber ohne Papiere und ohne Zuordnung zu einer Rasse geschenkt bekommen. Zwingername und Zuchttiere waren in keinem Verein registriert.
2012 wurde die Rasse von der WCF international anerkannt und kann in dieser Dachorganisation angeschlossenen Vereinen gezüchtet und ausgestellt werden. Daneben werden seit 2005 wieder Zuchtkatzen als Deutsch Langhaar in sog. Experimental-Zuchtbücher (RIEX) verschiedener freier Katzenzuchtvereine, die die Zucht dieser Katzenrasse unterstützen, eingetragen. Dabei orientieren sich die Züchter am ursprünglichen Standard Schwangarts, der 2010 von der WCF an heutige Formulierungen angepasst wurde. Im April 2009 stellte Familie Aschemeier den Züchtern der Deutsch Langhaar Katze fünf der Katzen aus ihrer Zucht zur Verfügung, wovon bisher allerdings erst wenig Nachzucht vorhanden ist. Die Mehrzahl der Gründerkatzen der „neuen“ Deutsch Langhaar sind aus populationsgenetischen Gründen daher langhaarige Katzen unterschiedlicher Abkunft, deren Phänotyp mit dem Deutsch Langhaar Standard übereinstimmt. Das Zuchtbuch ist noch offen. Foundationkatzen müssen vor Zuchteinsatz im Noviziat des jeweiligen Zuchtvereines starten. In der WCF muss eine „Foundationkatze“ bei drei verschiedenen Vereinen und von 4 verschiedenen Richtern bewertet worden sein, um die Zulassung zur Zucht zu erhalten.

## Aussehen
Standard nach Schwangart (1945)
Schwangart beschrieb 1945 die Deutsch Langhaar in einem revidierten Standard wie folgt:
- Körperbau: Etwas weniger gedrungen als Perserkatzen
- Kopf: Breit, mit relativ kurzem, breit endigendem Schnauzenteil (wie Perser)
- Stirn abgeschrägt, nicht vorgetrieben, in flachen Bogen zum Nasenrücken überfließend oder mit leichter Stufung.
- Ohren: Klein
- Nase: Nasenrücken ohne Sattel
- Augen: Groß, leuchtend
- Beine: Kurz, stämmig
- Schwanz: Mittellang, schön getragen (Pleureuse)
- Fell: Lang, schmiegsam. In der Jugend, bei Trächtigkeit und jahreszeitlich bedingt weniger lang, Halskrause, „behoste“ Hinterschenkel.
- Fellfarbe: Wie Perser alle Farben.

Heutiger Standard (WCF 2010)
Am 18. März 2008 hat die World Cat Federation dem vorläufigen Standard der Deutschen Langhaarkatze zugestimmt und wurde 2010 an die heute üblichen Formulierung angepasst:
- Körper: Die Deutsch Langhaar ist eine große, muskulöse Katze, mit einem langen, rechteckigen Körper. Der Brustkorb ist rund und gut entwickelt, der Hals ist kräftig. Die Beine sind mittellang und muskulös, die großen Pfoten rund, fest und zwischen den Ballen behaart. Der Schwanz ist von mittlerer Länge, am Ansatz dick und verjüngt sich leicht zu einer runden Schwanzspitze.
- Kopf: Der trapezförmige Kopf mit hoch angesetzter Wangenpartie und stumpfer, kurzer Schnauze ist etwas länger als breit. Das breite Kinn ist mäßig stark entwickelt. Das sanft geschwungene Profil endet in einem mittellangen, gleichbleibend breiten Nasenrücken, der sich leicht römisch wölbt.
- Ohren: Die Ohren sind mittelgroß, leicht schräg und weit auseinander platziert. Sie sind am Ansatz breit und haben eine gerundete Spitze.
- Augen: Die Augen sind oval, groß und offen. Sie stehen leicht schräg und im weiten Abstand zueinander.
- Fell: Die Katze hat langes Fell, eine Halskrause und Knickerbocker. Das pflegeleichte Fell ist von glänzender, seidiger Struktur und besitzt Unterwolle. Der Schwanz ist federbuschartig behaart. Tieren, deren langes Fell sich auf dem Rücken scheitelt, ist der Vorzug zu geben.
- Farbvarianten: Alle Fellfarben sind erlaubt. Die Augen sind einheitlich gefärbt, wobei jede Augenfarbe erlaubt ist.
- Fehler: Zu kurzes Fell, keine Unterwolle und gleich langes Fell am ganzen Körper sind ein Fehler. Ebenfalls werden ein zu gerades Profil oder ein Stopp als schwerwiegender Fehler bewertet.

## Bewertungssystem
Punkteskala (WCF 2010)
| Körper:            | 30  |
| Kopf:              | 30  |
| Fell:              | 20  |
| Farbe & Zeichnung: | 10  |
| Kondition:         | 10  |
| Insgesamt:         | 100 |